# Mitsubishi L200
Mitsubishi L200 er en firehjulstrukket varebil introduceret første gang i 1978. Bilen er meget populær[kilde mangler] blandt først og fremmest håndværkere på grund af sin alsidighed. Seneste medlem af familien hedder L200 Invite eller L200 Intense, hvor Intense er bedre udstyret med bl.a. letmetalfælge, skærmforøgere og et mere avanceret firehjulstræk. Den seneste model introduceret i 2006 er meget mere luksuriøs og har meget personbilspræg.
Den første model fandtes med dieselmotor eller 2.555 cm³ benzinmotor med karburator, enkelt overliggende knastaksel og 130 hk. Der kunne vælges mellem firehjulstræk med høj eller lav gearing eller baghjulstræk alt efter hvilken stilling gearstangen til reduktionsgearkassen stod i. Modellen er meget simpel i forhold til personbiler ligesom de fleste andre japanske pickup'er fra den tid var. Bilen kunne enten have automatiske eller manuelle frihjulsnav hvor sidstnævnte indebærer, at man hver gang man skal til- eller frakoble firehjulstrækket bliver nødt til at gå ud af bilen og dreje på knappen i naven på begge forhjulene. Et andet tilbehør var servostyring hvilket var at foretrække med tanke på bilens størrelse. Indtrækket fandtes i beige eller lyseblåt. Den blev bygget frem til midten af 1990'erne, hvor den fik nyt karrosseri.
Lignende biler er Nissan King Cab, Mazda B-serien, Isuzu Campo, Fiat Fullback og Toyota Hilux. Der fandtes også Opel Campo og Volkswagen Taro, som var samme bil som Isuzuen hhv. Toyotaen, men med Opel- hhv. Volkswagen-logo og en lidt anden kølergrill.